# Järnvägsolyckan i Violet Town 1969
Järnvägsolcykan i Violet Town inträffade på morgonen den 7 februari 1969 i Violet Town i Victoria i Australien då nattåget Southern Aurora frontalkrockade med ett godståg. Nio personer omkom, varav fyra var anställda och fem var resande, och ytterligare 40 skadades. Till följd av olyckan skrotades två diesellok och sju personvagnar.

## Orsak
Enligt utredningen som leddes av H. W. Pascoe var Southern Auroras lokförare död eller i koma minst tio kilometer innan kollisionspunkten och det var därför omöjligt för honom att göra något att undvika olyckan. Medan det borde funnits en annan person i Southern Auroras förarhytt, som kunde stannat tåget när föraren blev medvetslös, denna hade lämnat förarhytten för att fixa en kupp te. Enligt utredningen var det inget godstågsföraren kunde gjort för att undvika kollisionen.